# 山东省审计厅
山东省审计厅是中华人民共和国山东省人民政府主管审计工作的组成部门。

## 历史沿革
1949年10月中华人民共和国成立后，没有设立专门的审计机关，审计工作融合于财政、财务工作之中。
1982年8月23日，国务院发出通知，决定在全国建立审计机关，财政监察机构的专业人员转入审计机关。
1983年7月，中共山东省委、山东省人民政府发文公布设置山东省审计局。同年12月7日在济南市召开成立大会，标志着山东省审计机关的诞生。
1993年6月1日，山东省审计局更名为山东省审计厅。

## 机构设置
内设机构
- 办公室
- 法规处
- 人事处
- 审计项目管理处
- 审计执行处
- 财务处
- 财政审计处
- 行政事业审计综合处
- 行政事业审计一处
- 行政事业审计二处
- 农业与资源环保审计处
- 社会保障审计处
- 固定资产投资审计处
- 金融审计处
- 企业审计处
- 外资运用审计处
- 电子数据审计处
- 税收征管审计处
- 监察专员办公室
- 境外审计处
- 省经济责任审计办公室
- 经济责任审计一处
- 经济责任审计二处
- 经济责任审计三处

直属事业单位
- 山东省审计厅机关服务中心
- 山东省审计科学研究所
- 山东省审计宣传教育中心
- 山东省审计厅内部审计指导中心

派出机构
- 派出审计一处
- 派出审计二处
- 派出审计三处
- 派出审计四处
- 派出审计五处
- 派出审计六处

各市审计局
- 济南市审计局
- 青岛市审计局
- 淄博市审计局
- 枣庄市审计局
- 东营市审计局
- 烟台市审计局
- 潍坊市审计局
- 济宁市审计局
- 泰安市审计局
- 威海市审计局
- 日照市审计局
- 临沂市审计局
- 德州市审计局
- 聊城市审计局
- 滨州市审计局
- 菏泽市审计局

## 历任领导
历任厅长
| 姓名   | 任期                  | 备注  |
| ------ | --------------------- | ----- |
| 于延浩 | 1986年6月－1988年5月  |       |
| 方向   | 1988年5月－1996年11月 |       |
| 柏继民 | 1988年5月－2002年4月  |       |
| 左敏   | 2002年4月－2013年2月  | [ 2 ] |
| 马青山 | 2013年3月－2018年3月  |       |
| 孙成良 | 2018年3月－2020年6月  | [ 3 ] |
| 王金城 | 2020年6月－           |       |